# Владислав Варненчик (булевард във Варна)
Вижте пояснителната страница за други значения на Владислав Варненчик.
„Владислав Варненчик“ е основен радиален булевард във Варна, който преминава през града в посока запад-изток. Той започва като продължение на Автомагистрала „Хемус“ и завършва с площад „Независимост“ пред Варненската катедрала във Варненския център. Негово продължение на северозапад е булевард „Мария Луиза“, а по югозападния радиус – бул. „Христо Ботев“.

## Исторически данни
През 1935 г. „Владислав“ е най-дългата пътна артерия на града, като за първи път получава това име през 1888 г. в чест на полско-унгарския крал Владислав III, загинал в края на 1444 г. недалеч от началото на днешния булевард. Преди Освобождението пътят изцяло е постлан с калдъръм и е познат като Таш-йолу, Каменния път. Към 1900 г. по улицата се редуват едноетажни дюкяни и работилници, предлагащи по-евтина търговска продукция в сравнение с първокласните магазини по „Преслав“ и бул. „Княз Борис I“. Преди построяването на сградата на Централната поща на тази улица от 1879 г. се разполага мъжкото начално училище „Св. Методий“, а от 1889 г. – и девическото „Св. Наум“. Тази учебна сграда оцелява като Куклен театър и Дом на учителя до 1975 г. и тогава е единствената сграда на булеварда, останала от ХIХ век. След Първата световна война до 1924 г. улицата е регулирана и значително разширена, като благодарение на дарители на нея се настаняват Родилният дом и Тракийският дом.

## Обекти
Северна страна
- Мол Варна Тауърс
- Радиозавод – Варна
- Мол Варна
- Централни гробища
- Гранд мол
- Автогара Варна
- Макдоналдс
- Експресбанк
- Трета природоматематическа гимназия „Академик Попов“
- Основно училище „Петко Р. Славейков“

Южна страна
- Елдом Инвест
- Технополис Варна
- Основно училище „Св. Иван Рилски“
- Тракийско дружество „Капитан Петко Войвода“
- Районен съд – Варна
- Централна поща